# Acobamba (Huancavelica)
Acobamba o Aqupampa (del quechua: aqu «sorra» i pampa «planura») és la capital del districte i província homònims, situada al departament de Huancavelica, Perú. Segons el cens de 2007, té 4.686 habitants. El 1960 tenia uns 1600 habitants.
Es troba a 2.950 metres d'altura prop del cim de Montaro, en una vall bonica i fèrtil. A la rodalia hi ha ruïnes antigues de forma piramidal.
Possiblement, rep el seu nom («plana de terra sorrenca») a causa de la seva tradició agrícola, donat el seu terreny cultivable. Així, l'agricultura i la ramaderia són les principals activitats econòmiques de la regió.